# Giovanni Battista Calvi
Giovanni Battista Calvi (aussi connu sous les noms de Giovan Battista Calvi, Gianbattista Calvi, ou, dans sa version espagnolisée, Juan Bautista Calvi), né au début du XVIe siècle en Lombardie et mort en 1564 à Perpignan, était un ingénieur militaire italien, principalement connu pour le travail de construction, d'amélioration et d'inspection des fortifications qu'il effectua pour le compte de la monarchie espagnole.

## Biographie
Avant d'entrer au service du roi d'Espagne, il est ingénieur civil à Rome, sous la direction d'Antonio da Sangallo le Jeune, et travaille notamment sur la façade du palais Farnèse. Par la suite, on le retrouve à Sienne, alors sous domination espagnole et gouvernée par Diego Hurtado de Mendoza. En 1552, Calvi est engagé par le prince Philippe (le futur Philippe II d'Espagne) pour améliorer les fortifications des côtes et des frontières espagnoles, en Roussillon, puis dans le reste du pays.

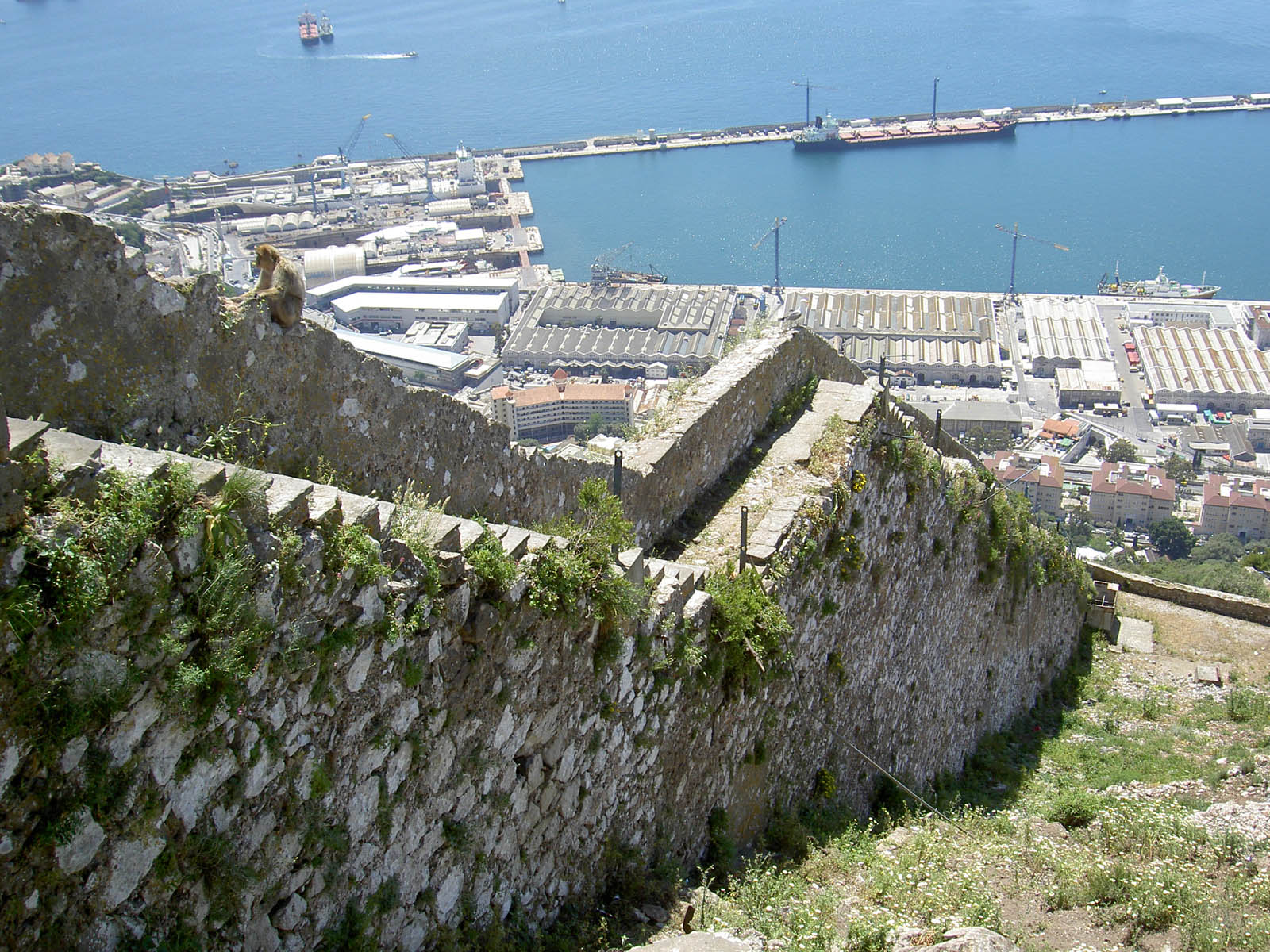
Le mur de Charles Quint à Gibraltar.

Calvi est le premier ingénieur à fournir des informations complètes sur l'état des fortifications en Espagne et dans les possessions espagnoles en Afrique du Nord. Après son rapport sur la frontière franco-espagnole, il se rend aux Baléares, où il réalise les plans du fort San Felipe de Mahón, à Minorque (construit entre 1554 et 1558), l'un des premiers en Espagne à intégrer des bastions, ainsi que les murailles d'Ibiza (à partir de 1555). Par la suite, il travaille à Barcelone, où il fait ajouter des bastions aux Drassanes Reials (arsenaux destinés à abriter les galères), à Rosas, à Cadix, où il fait améliorer les fortifications, et à Gibraltar, où il est à l'origine de la construction du mur de Charles Quint, destinée à protéger la ville d'assaillants venus du sud. Il inspecte également les fortifications de Mazalquivir, Oran, Melilla, Valence, Burgos, Medina del Campo, Valladolid et Grenade.
L'importance du rôle joué par Calvi dans l'histoire de l'architecture militaire espagnole est reconnue ; Alicia Cámara Muñoz écrit ainsi en 1998 dans Fortificación y ciudad en los reinos de Felipe II : son œuvre « est le fondement de tout ce qui a été réalisé par la suite dans les fortifications des royaumes de la péninsule ibérique » et qu'il fut « l'un des meilleurs ingénieurs du XVIe siècle, le premier à mettre en place un plan global de défense pour la péninsule ibérique ».